# Дейтон, Лен
Леонард Сирил Дейтон (англ. Leonard Cyril Deighton; род. 18 февраля 1929), наиболее известный как Лен Дейтон — английский писатель, автор шпионских романов и детективов, книг по военной истории и кулинарии. 
Дейтон считается одним из трех лучших авторов шпионских романов XX века (наряду с Яном Флемингом и Джоном Ле Карре). Его дебютный роман «Досье Ипкресс» (1962) быстро стал бестселлером. 
Его первые пять романов описывали приключения анонимного и циничного антигероя по имени Гарри Палмер. 

Несколько романов Дейтона были экранизированы, включая «Досье Ипкресс» (1965), «Берлинские похороны» (1966) и «Мозг стоимостью в миллиард долларов» (1967). 

## Биография
Дейтон родился в Марилебоне 18 февраля 1929 года. Его отец был шофером и механиком у Кэмпбелла Доджсона, а мать работала поваром. В то время они жили в Глостер-Плейс-Мьюз, неподалёку от Бейкер-стрит.
Интерес Дейтона к шпионским историям, возможно, был частично вдохновлен арестом Анны Волковой, свидетелем которого стал 11-летний Леонард Дейтон. Волкова, британская подданная русского происхождения, была соседкой семьи Дейтон и немецкой шпионкой. Она была задержана 20 мая 1940 года и впоследствии была осуждена за нарушение закона «О государственной тайне» (за попытку передать секретные документы немцам).
Дейтон работал клерком на железной дороге. Позже поступил на государственную службу в Королевские ВВС на должность фотографа. Он также выполнял лабораторные работы для отдела специальных исследований. После увольнения из ВВС он учился в Лондонской школе искусств Святого Мартина в 1949 году, а в 1952 году получил стипендию в Королевском колледже искусств, который окончил в 1955 году. Дейтон работал стюардом в BOAC. До начала писательской карьеры работал иллюстратором в Нью-Йорке, а в 1960 году — художественным директором в ныне несуществующем лондонском рекламном агентстве Robert Sharp & Partners. Он проиллюстрировал обложку британского первого издания романа Джека Керуака «В дороге». С тех пор он использовал свои навыки рисования, чтобы проиллюстрировать ряд своих собственных книг по военной истории.
Покинув Англию в 1969 году, он некоторое время жил в ирландском городе Блэкрок, иногда появляясь на родине. В настоящее время он живёт с супругой Изабель в одном из своих домов, расположенных в Португалии и на острове Гернси.
Наибольший успех Дейтону принесли его шпионские романы. Публикация его первого романа «Досье „Ипкресс“» совпала с выходом на экраны первого фильма о Джеймсе Бонде. Бросался в глаза разительный контраст героя Дейтона, рядового секретного агента, который несет трудную службу на полях Холодной войны, в сравнении с суперменом из романов Яна Флеминга. В романах Дейтона действуют двойные и даже тройные агенты, о которых никто, нередко и они сами, не может с уверенностью сказать, на чьей стороне они на самом деле. В другом известном романе Дейтона — «Берлинские похороны» (1964) — сюжет балансирует на грани абсурда.

## Оценки и мнения
- Британская газета «Sunday Times» назвала Дейтона «поэтом шпионской истории»[11].
- Мьянманский политик Аун Сан Су Чжи упоминала что читала книги Лена Дейтона, находясь под домашним арестом. Она писала, что была увлечена рассказами о Шерлоке Холмсе и шпионскими романами Лена Дейтона[12].
- Бывший нацистский деятель Альберт Шпеер был настолько высокого мнения о Лене Дейтоне, что даже лично связался с ним[13].

## Экранизации
- 1965 — «Досье „Ипкресс“»
- 1966 —  «Берлинские похороны[англ.]» (Funeral in Berlin)
- 1967 — «Мозг стоимостью в миллиард долларов[англ.]» (Billion Dollar Brain)[17]
- 2016 — «Британские SS» (SS-GB) (сериал)
- 2022 — «Досье „Ипкресс“» (сериал)